# Kummelskär (Eckerö, Åland)
Kummelskär är en ö i Åland (Finland). Den ligger i Ålands hav och i kommunen Eckerö i landskapet Åland, i den sydvästra delen av landet. Ön ligger omkring 18 kilometer väster om Mariehamn och omkring 290 kilometer väster om Helsingfors.
Öns area är 5,2 hektar och dess största längd är 380 meter i nord-sydlig riktning. Ön höjer sig omkring 20 meter över havsytan.